# Rishikesh
Rishikesh (ऋषिकेश) is een stad en gemeente in het district Dehradun in de Indiase staat Uttarakhand. Het ligt aan de voet van de Himalaya in Noord-India. Het wordt ook wel de toegangspoort naar de Himalaya genoemd.

## Heilige stad
Rishikesh betekent letterlijk: "haar (kesh) van een ziener (rishi)". Volgens de legende zou de god Rama hier boete hebben gedaan voor het doden van Ravana, de demonkoning van het eiland Lanka.
Rishikesh is een heilige stad voor veel hindoes. Het ligt op vijfentwintig kilometer van een andere heilige stad, Haridwar. De heilige rivier de Ganges stroomt door de stad, net nadat hij het Siwaliksgebergte verlaten heeft.  De Lakshman Jhula hangbrug overspant hier de Ganges nabij de Terah Manzil tempel.
Er staan verscheidene hindoeïstische tempels langs de oever van de Ganges in Rishikesh en de stad trekt dan ook jaarlijks duizenden pelgrims en toeristen uit India en de rest van de wereld. Het is het beginpunt voor pelgrimsreizen naar de plaatsen die de Char Dham vormen: Badrinath, Kedarnath, Gangotri en Yamunotri.

## Yoga
Rishikesh wordt ook weleens de wereldhoofdstad van de yoga genoemd, vanwege zijn vele yogacentra. Artiesten als de Beatles zijn er op bezoek geweest in de ashram van Maharishi Mahesh Yogi, maar ook verschillende andere artiesten, zoals Mike Love van The Beach Boys, Donovan en Kate Winslet. Yogaleraren als André Van Lysebeth en Vishnu Devananda bezochten Rishikesh. Het is onder andere de vestigingsplaats van de Divine Life Society, die opgericht is door Swami Sivananda. Een andere belangrijke yogastad is Pune.

## Demografie
Volgens de Indiase volkstelling van 2001 wonen er 59.671 mensen in Rishikesh, waarvan 56% mannelijk en 44% vrouwelijk is. De plaats heeft een alfabetiseringsgraad van 75%.

## Afbeeldingen

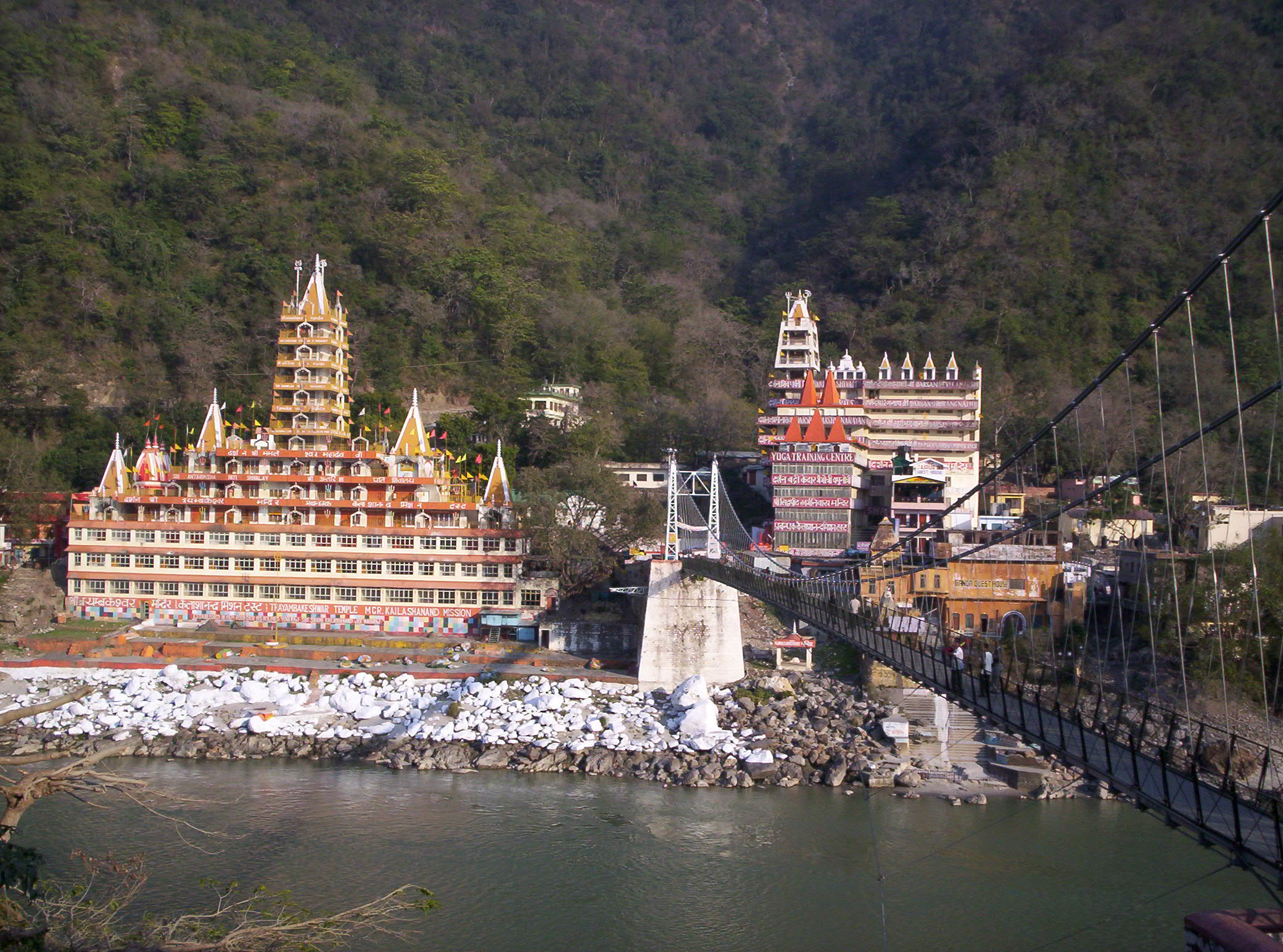
Blik vanaf de Lakshman Jhula brug in Rishikesh
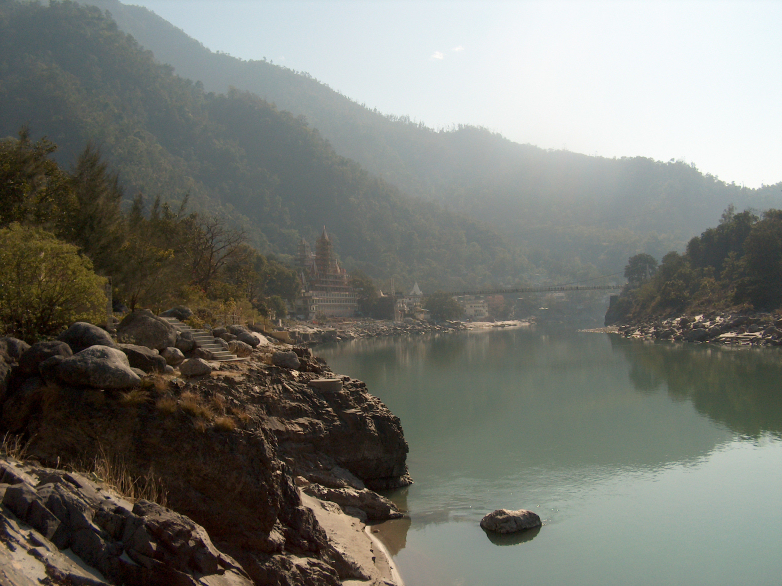
De rivier de Ganges in Rishikesh